# ジャクソンカメレオン
ジャクソンカメレオン（Chamaeleo jacksonii）は、爬虫綱有鱗目カメレオン科カメレオン属に分類されるトカゲ。

## 形態
全長16-38センチメートル。全身は不均質な粒状の鱗で覆われ、特に頭部の鱗は大型。後頭部を覆う皮膚の飾り（後頭葉、ローブ）がない。背面の正中線上には棘状の鱗（クレスト）があり、尾の基部まで並ぶ。喉や腹面の刺状の鱗（咽頭稜、腹稜）は発達しない。
成体のオスは吻端に1本と額に左右1本ずつの合わせて3本の角が生える。興奮すると側頭部が青く変色する。

## 分類
C. j. jacksonii 1896　Boulanger　キクユジャクソンカメレオン
全長18-25センチメートル。クレストは亜種オオジャクソンカメレオンよりは小型。メスにも角があるが、額の角はあまり発達しない。
C. j. merumontanus　Rand, 1958　タンザニアジャクソンカメレオン
全長16-18センチメートル。頭部がやや小型だが、角は長い。額は黄色い。メスにも吻端に1本の角があり、額に2本の小さい角が生える個体もいる。
C. j. xantholophus　Eason, Ferguson & Hebrard, 1988　　オオジャクソンカメレオン
最大亜種。クレストは大型。メスは角がほとんど発達しない。

## 生態
標高1,600-2,200メートルの山地にある森林に生息する。オス同士では噛みついたり角を突き合わせて争う。
繁殖形態は胎生。1-3月に交尾を行う。1回に7-51匹の幼体を産む。

## 分布
ケニア、タンザニア
C. j. jacksonii　キクユジャクソンカメレオン
ケニア
C. j. merumontanus　タンザニアジャクソンカメレオン
タンザニア（メルー山）
C. j. xantholophus　オオジャクソンカメレオン
ケニア（ケニア山）。アメリカ合衆国（オアフ島、カウアイ島、ハワイ島、マウイ島、モロカイ島、ラナイ島）に移入。

## 人間との関係

### 外来種問題
ハワイに導入されたジャクソンカメレオンは侵略的外来種として在来の生態系に壊滅的な影響を引き起こす可能性が指摘されている。胃内容物からは主に在来の昆虫が含まれており、絶滅の危機に瀕しているカタツムリも捕食していることが確認されている。本種はクマネズミやヤマヒタチオビ、ニューギニアヤリガタリクウズムシに並んで在来の陸生貝類の脅威となっている外来種として知られる。